# Perełki na dnie (film)
Perełki na dnie (czes. Perličky na dně) – czechosłowacki film nakręcony w studiu Barrandov w 1965 roku. Pierwszy pokaz filmu odbył się na festiwalu w Locarno. Premiera kinowa miała miejsce 7 stycznia 1966 roku. Film jest adaptacją pięciu opowiadań Bohumila Hrabala ze zbioru Perełka na dnie (czes. Perlička na dne 1963), które sfilmowali reżyserzy należący do tzw. trzeciej generacji absolwentów praskiej szkoły filmowej FAMU – Jiří Menzel, Jan Němec, Evald Schorm, Věra Chytilová i Jaromil Jireš. W przypadku Menzla był to właściwie jego pierwszy film, który wszedł do oficjalnej dystrybucji. Perełki na dnie są uważane za programowy manifest Czechosłowackiej Nowej Fali, której poetyka korespondowała z twórczością Hrabala w odrzucaniu tradycyjnych praktyk, co przekładało się m.in. na zainteresowanie postaciami z marginesu społeczeństwa i zastępowaniu linearnej narracji kolażami codziennych rytuałów, niezwykłych monologów i tragikomicznych nieporozumień.
Operatorem wszystkich nowel był Jaroslav Kučera. Jedynie Dom radości (czes. Dům radosti) został nakręcony jako film kolorowy. Cztery pozostałe części są czarno-białe. Do gry w filmie zaangażowano zaczynających i mniej znanych aktorów (takich jak Ferdinand Krůta, Ivan Vyskočil, Slávka Hozová) lub naturszczyków (byli to m.in. artyści Vladimír Boudník i Václav Chochola, a także malarz prymitywista Václav Žák, który zagrał samego siebie). W każdym z epizodów jako statysta pojawiał się również Bohumil Hrabal. Autorami muzyki byli Jan Klusák i Jiří Šust. Zdjęcia kręcono w Pradze i Brnie.

## Nowele

### Śmierć pana Baltazara
Adaptacja opowiadania Śmierć pana Baltisbergera (czes. Smrt pana Baltisbergera), którego inspiracją był śmiertelny wypadek niemieckiego motocyklisty Hansa Baltisbergera podczas Grand Prix Czechosłowacji w 1956 roku. Główna oś fabuły toczy się wokół rozmów rodziny kibiców rywalizujących o to, kto jest lepszym ekspertem w dziedzinie motoryzacji. Rozmowy przeplatają ujęcia wyłaniających się zza horyzontu zawodników, którym towarzyszy muzyka symfoniczna. 
Tytuł oryginalny: Smrt pana Baltazara
Reżyseria: Jiří Menzel
Obsada: Ferdynand Krůta, Pavla Maršálková, Alois Vachek, Emil Iserle, Slávka Hozová, Jiří Menzel

### Oszuści
Akcja drugiej noweli toczy się w szpitalu. Dwóch śmiertelnie chorych starców wspomina życiowe dokonania: jeden był śpiewakiem operowym, drugi uznanym dziennikarzem. Dopiero po ich śmierci okazuje się, że wszystkie historie wymyślili. W rzeczywistości tenor był tylko członkiem chóru, a dziennikarz prowadził rubrykę dla miłośników drzewek owocowych. Jednocześnie dozorca, który jest tym oburzony, udaje na oczach pacjentów lekarza.
Tytuł oryginalny: Podvodníci
Reżyser: Jan Němec
Obsada: Miloš Čtrnáctý, František Havel, Josef Hejl, Jan Vašák

### Dom radości
Podstawą do napisania scenariusza tej noweli był fragment opowiadania Bambini di Praga 1947. Dwóch agentów ubezpieczeniowych oferuje polisę na życie dziwacznemu twórcy ludowemu, który dekoruje wiejski dom własnymi dziełami. 
Tytuł oryginalny: Dům radosti
Reżyseria:  Evald Schorm
Obsada: Václav Žák, Ivan Vyskočil, Antonín Pokorný, Josefa Pechlátová

### Bar-automat Świat
Pewnej deszczowej nocy samotna panna młoda, której dopiero co poślubiony mąż został aresztowany za zamieszki, spotyka stałego bywalca podmiejskiego baru. Mężczyzna nie jest świadomy tego, że jego dziewczyna właśnie popełniła samobójstwo.
Tytuł oryginalny: Automat Svět
Reżyseria: Věra Chytilová
Obsada: Alžběta Laštovková, Věra Mrázková, Vladimír Boudník, Václav Chochola, Jan Vala

### Romanca
Młody hydraulik Gaston nawiązuje z młodą Romką znajomość na jedną noc. Romans przeradza się wkrótce w autentyczny związek emocjonalny.
Tytuł oryginalny: Romance
Reżyseria: Jaromil Jireš
Obsada: Ivan Vyskočil, Dana Valtová, Karel Jeřábek

## Powiązane filmy
Pierwotnie jedną z części filmu miała stać się nowela Nudne popołudnie (czes. Fádní odpoledne) nakręcone przez Ivana Passera. W trakcie ostatnich prac okazało się jednak, że czas trwania filmu przekracza dwie godziny. Uznano, że dla widzów byłoby zbyt dużym obciążeniem i postanowiono o usunięciu Nudnego popołudnia z całości filmu. Nowela doczekała się jednak własnej premiery w kinach. 
W tym samym czasie powstała też kolejna adaptacja dzieła Bohumila Hrabala – średniometrażowy film Juraja Herza Makabratura (czes. Sběrné surovosti), który pierwotnie także miał wejść do Perełek na dnie. 

## Odbiór
Ówczesna krytyka czechosłowacka nie doszła do porozumienia co do tego, na ile którykolwiek z reżyserów potrafił wczuć się w literacki styl Hrabala. Dziennikarz Jiří Janoušek w czasopiśmie „Film a doba” (nr 9/1965) pisał: „Najwyraźniej na początku twórcy postawili sobie pytanie, czy Hrabal będzie narratorem, czy nie. Jireš i Chytilová temu przytakują, Schorm z Passerem i Menzelem kręcą przecząco głowami, Němec się tym zbytnio nie przejmuje“. Z kolei krytyk filmowy Jaroslav Boček w czasopiśmie „Divadlo” (nr 10/1965) wskazywał: „Chytilová i Němec – romantycy nocnych inspiracji – zderzyli się po prostu ze szczęśliwym światem bohaterów Hrabala, nie zrozumieli go i przedstawili jako spięty i karykaturalny. Romantycy dziennych inspiracji –  Menzel, Jireš i Passer – zrozumieli Hrabala i w jego duchu (a jednocześnie po swojemu) interpretowali go. A Schorm – filozoficznie dusza o wiele bardziej wnikliwa niż Hrabalowska – potraktował opowiadanie pisarza jedynie jako impuls i stworzył własną opowieść o wielkim wymiarze wewnętrznym“. Boček podkreślił również ogromny wkład operatora: „Kučera to obok Hrabala drugi człowiek, który naprawdę dopełnił całości dzieła“.
Z kolei krytycy amerykańscy z „Film Society Review” skrytykowali film, uznając go za nudny i wyróżniając jedynie Romancę Jireša, którą nazwali uroczą historią miłosną. W 1965 roku na MFF w Locarno film zdobył nagrodę FIPRESCI. Nowela Romanca (pokazana osobno) zdobyła główną nagrodę na Międzynarodowym Festiwalu Filmów Krótkometrażowych w Oberhausen.

## Literatura
- Peter Hames: Czechosłowacka nowa fala, tłum. I. Hansz i in., Gdańsk: Słowo obraz terytoria, 2011, ISBN 978-83-7453-946-3